# 烏克蘭獨立日
乌克兰独立日（羅馬化：Den nezalezhnosti Ukrainy）是乌克兰其中一個最重要的国定假日，为每年的8月24日，當天烏克蘭全國會纪念1991年發表的独立宣言。

## 历史
乌克兰苏维埃社会主义共和国时期，海外的乌克兰侨民传统上将1月22日视为乌克兰独立日，即1918年乌克兰人民共和国独立宣言通过之日。
现代形式的乌克兰独立日首次庆祝于1991年7月16日，以纪念《乌克兰国家主权宣言》通过一周年。1991年8月24日，乌克兰最高拉达通过《乌克兰独立宣言》，从1992年开始，每年的8月24日遂被定为乌克兰独立日，并延续至今。

## 传统

### 国旗日
自2004年，每年的8月23日被定为乌克兰国旗日。

### 阅兵仪式
乌克兰在很多年份都会举行独立日阅兵式，庆祝乌克兰独立日。

## 歷史和近年庆祝活动

### 1997
柴卡航空閱兵是1997年在基輔柴卡機場舉行的一個大型的獨立日航空表演。以烏克蘭空軍的飛行表演為特色。烏克蘭總統列昂尼德·庫奇馬和國防部長亞歷山大·庫茲穆克出席了閱兵式。

### 2016
在一年一度的独立日阅兵后，乌克兰领土防卫营的部分成员，以及在俄乌战争与乌克兰广场革命中丧生者的家属参加了“不屈游行”。据乌克兰方面消息，当年独立日活动后，顿巴斯分离主义势力发射炮火，为2015年2月杰巴利采夫战役以来最猛烈的一次袭击。

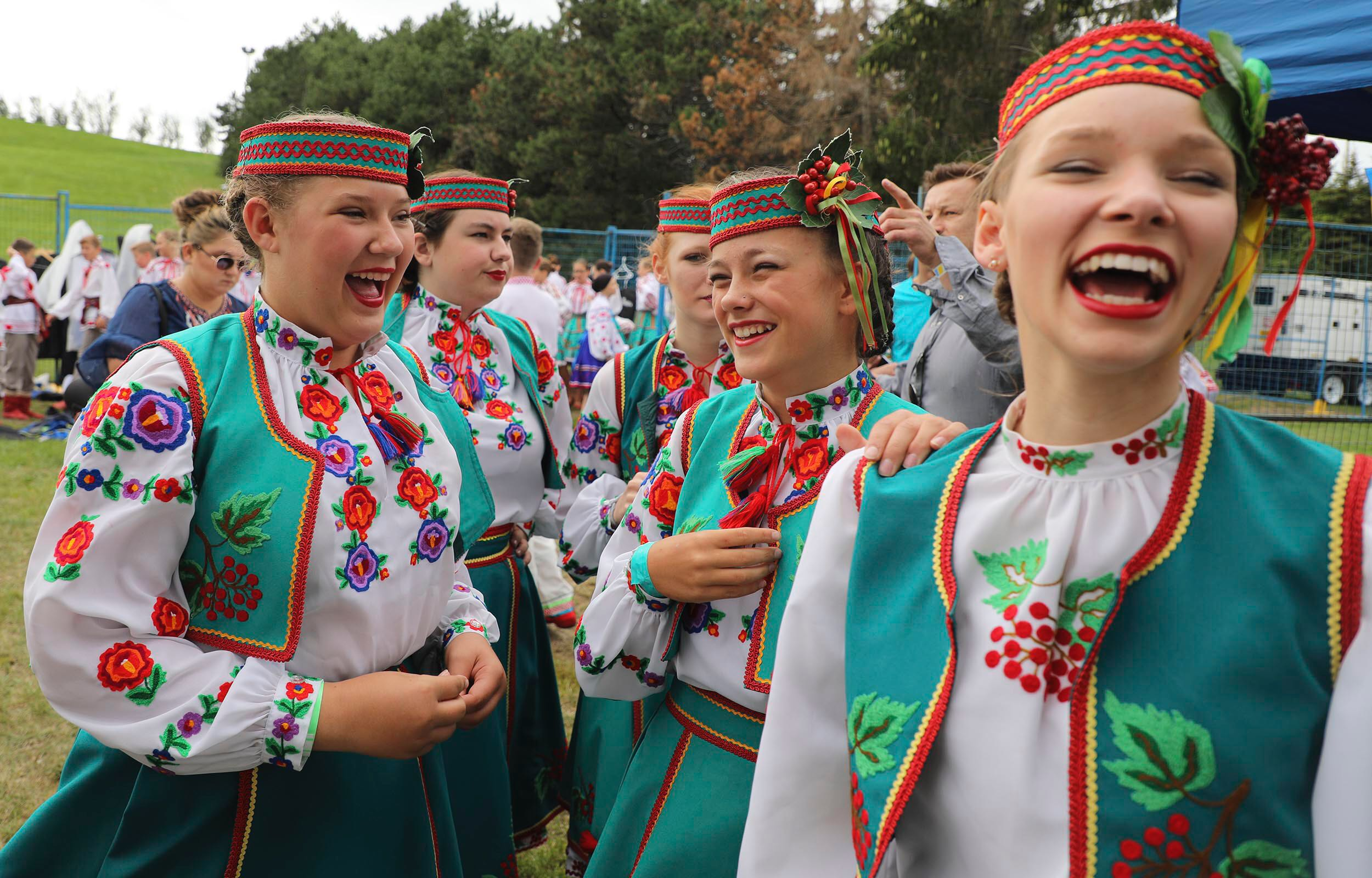
2017 年在加拿大多倫多舉行的烏克蘭獨立日慶祝活動

### 2019

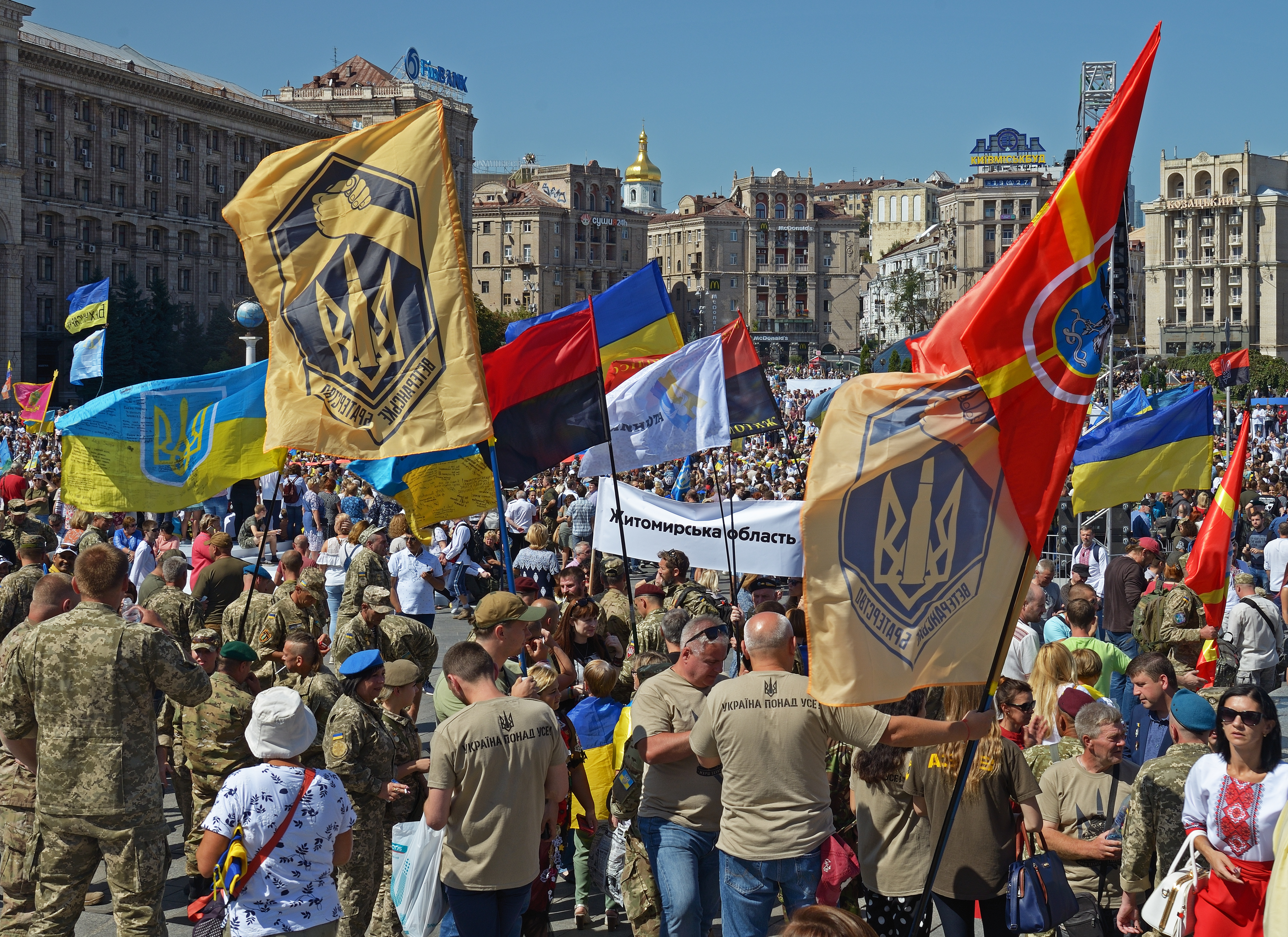
2019年獨立日期間的捍衛者遊行，以烏克蘭反抗軍军旗為特色。

2019年7月10日，總統弗拉基米爾·澤連斯基在Facebook上宣布，2019年烏克蘭獨立日慶祝活動將不包括閱兵式，聲明如下：“我們已決定撥款3億格里夫纳作為獎金支付給我們的軍人，即定期士兵、學員、中士、軍官。”澤連斯基還提到，政府將採取措施，在獨立日“紀念英雄”，強調“形式將是新的”。7月30日，澤連斯基的總統辦公室負責人安德烈·博赫丹宣布：一個尊嚴遊行將取代年度阅兵。还计划由乌克兰退伍军人舉行一場名為捍衛者遊行的單獨遊行。儀式按計劃進行，甚至融入了升旗儀式和退伍軍人頒獎等年度閱兵式的元素。在他的演講中，澤連斯基呼籲團結，他說“說烏克蘭語的人和俄語的人，不分年齡、性別、宗教——我们必须是一个民族”。

### 2021
2021年是乌克兰独立30周年，乌克兰方面组织了“独立日30周年”庆祝仪式，并编排了一场有关乌克兰民族与国家历史的舞台剧。乌克兰总统泽连斯基发表讲话，并呼吁其他前苏联国家与欧盟和北约建立更加密切的关系。

### 2022

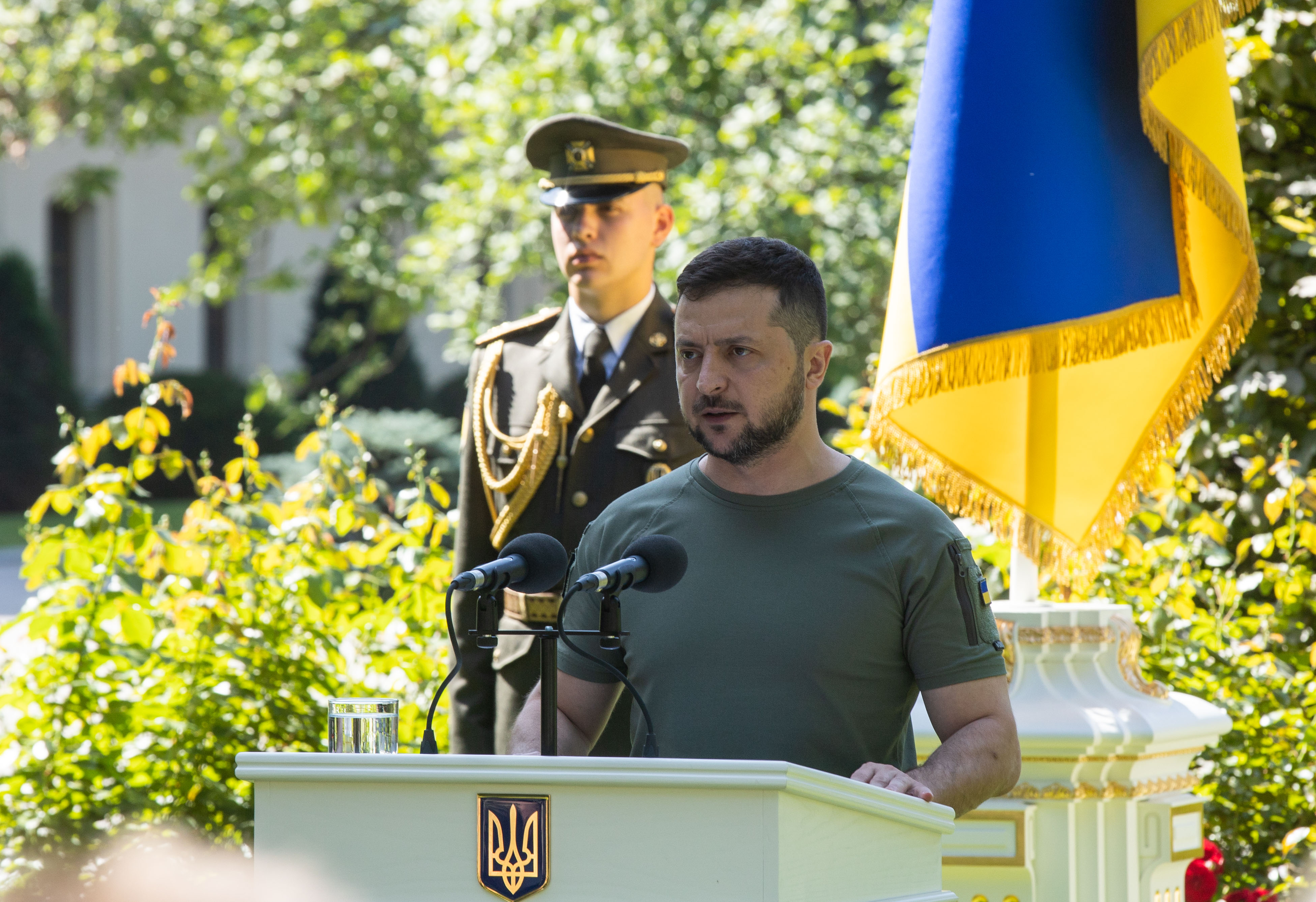
2022年乌克兰独立日期间总统泽连斯基发表讲话

由于担心2022年俄罗斯入侵乌克兰中，俄罗斯可能在独立日对乌克兰发起“大规模杀伤性打击”，乌克兰政府宣布禁止举行大型的庆祝集会，公共服务中心、大型超市均停止运营，哈尔科夫市宣布进入宵禁。乌克兰总统泽连斯基在独立日发表讲话称，“乌克兰将战斗到底”，“战争的结局会是胜利”，并声称将重新控制于2014年被俄罗斯吞并的克里米亚。多国向乌克兰致以独立日祝贺，但乌克兰方面以白俄罗斯的祝贺“充满讽刺”为由，拒绝接受其独立日祝贺。
尽管大型集会被禁止，在2022年乌克兰独立日前夕，乌克兰方面在基辅街头展示了被摧毁的俄军武器装备。乌克兰总统泽连斯基与其夫人泽连斯卡向烈士纪念墙献花。

### 2024
俄罗斯入侵乌克兰第913日情况下，乌克兰第三次庆祝独立记念日，基辅索非亚广场举行了庄严的活动，乌克兰总统弗拉基米尔·泽连斯基、波兰总统安杰伊·杜达和立陶宛总理因格麗達·希莫尼特共同出席在基辅的活动。乌克兰总统泽连斯基向全国发表演讲强调，只有乌克兰和乌克兰人才能决定自己的道路，并指出在913天前，俄罗斯不仅侵犯了乌克兰主权边界，还试图以残酷和突破常识的界限毁灭它们。但相反地，在庆祝乌克兰第33个独立日的日子，乌克兰将发生在其土地上的战争帶回到俄罗斯的家乡。泽连斯基誓言对俄罗斯进行更多报复，并感谢所有帮助士兵和乌克兰国家，以及所有为独立而生活和工作的人。最高拉达主席鲁斯兰·斯特凡丘克在致辞中指出，独立日对每个乌克兰人都有特殊的意义、价值和意义，是一个“团结的日子”。乌克兰国防部长鲁斯泰姆·乌梅罗夫和乌克兰武装部队总司令亚历山大·西尔斯基，以及驻外大使也向乌克兰人民表示节日祝贺。乌克兰外国侨民代表也在许多国家举办庆祝和其他活动。欧盟在欧洲议会前展开乌克兰国旗，并以乌克兰颜色点亮了布鲁塞尔的几座主要建筑。Google塗鴉当日展示乌克兰的双色旗为特色，象征着麦田和天空的标志以示庆祝。